# Sucre (departement)
Sucre är ett av Colombias departement och ligger i nordvästra Colombia vid Karibiska havet. Departementet har fått sin namn efter Antonio José de Sucre och bildades 18 augusti 1966. Administrativ huvudort och största stad är Sincelejo. 

## Kommuner i Sucre
1. Buenavista
2. Caimito
3. Chalán
4. Colosó
5. Corozal
6. Coveñas
7. El Roble
8. Galeras
9. Guaranda
10. La Unión
11. Los Palmitos
12. Majagual
13. Morroa
14. Ovejas
15. Palmito
16. Sampués
17. San Benito Abad
18. San Juan de Betulia
19. San Luis de Sincé
20. San Marcos
21. San Onofre
22. San Pedro
23. Santiago de Tolú
24. Sincelejo
25. Sucre
26. Tolú Viejo